# Digama (literă)
Digama, waw sau wau (majusculă: Ϝ; minusculă: ϝ; formă numerică: ϛ) este o literă arhaică a alfabetului grec. Ea reprezenta la început sunetul /w/, dar era folosită de greci deobicei pentru numerotare, având în acest caz valoarea 6. În timp ce inițial era numită waw sau wau, cea mai comună denumire în greacă clasică este digama; ca număr, a fost numită episzim în era bizantină și acum este cunoscută sub numele de stigma, după ligatura bizantină care combina σ-τ ca ς.
Digama sau waw făcea parte din alfabetul grec arhaic, ea fiind adoptată din abjadul fenician. La fel ca waw-ul fenician, și digama reprezintă consoana sonantă labiovelară /w/, și se afla pe poziția a șasea în alfabetul grec arhaic, fiind între epsilon (Εε) și zeta (Ζζ).